# Natuurpark Hoces del Río Duratón

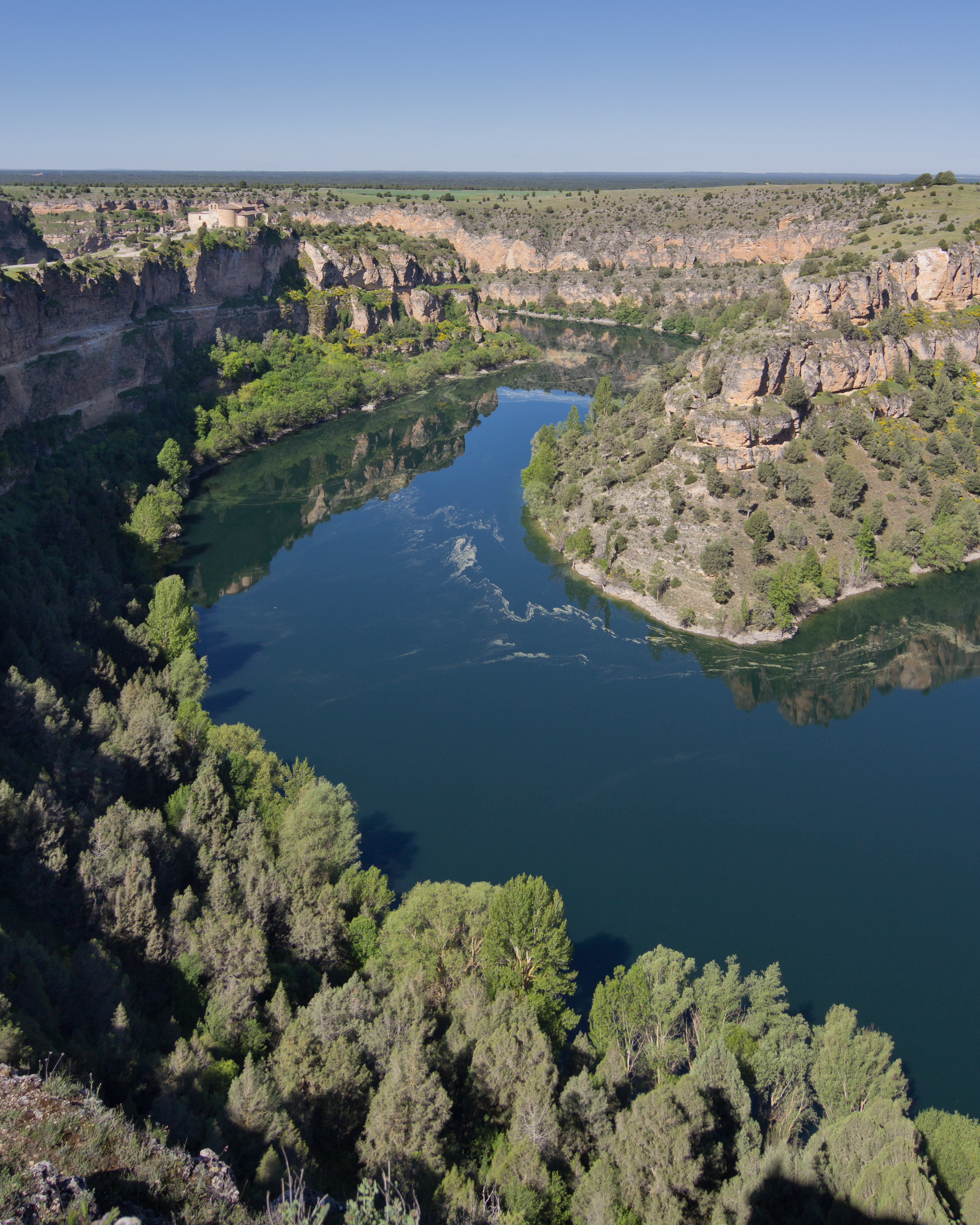

Het Natuurpark Hoces del Río Duratón (Spaans: Parque natural de las Hoces del Río Duratón) is een natuurpark in Castilië en León in Spanje. Het natuurpark werd opgericht in 1989 en is 5037 hectare groot. Het natuurpark omvat het kloofdal van de Duratón. In het park komen gieren, arend voor.